# Кампо-Волантин

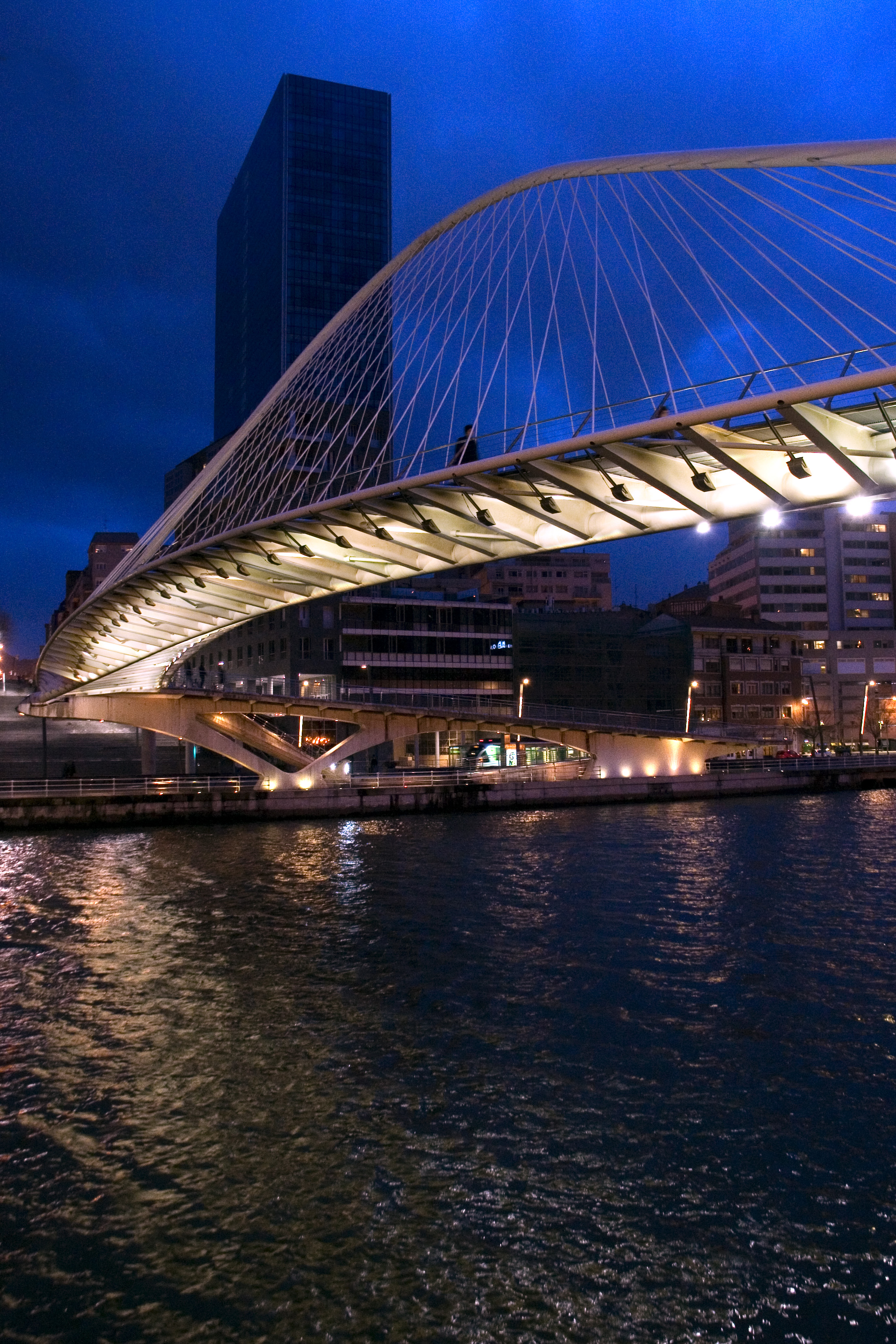
Мост Субисури ночью

Субисури (баск. Zubizuri — «белый мост»), также называется Кампо-Волантин (исп. Puente del Campo Volantin) — подвесной арочный пешеходный мост через реку Нервьон в Бильбао, Страна Басков, Испания.

## Описание
Архитектором моста является Сантьяго Калатрава, который также спроектировал аэропорт Бильбао. Мост состоит из наклонённой арки из конструкционной стали, соединяющей две платформы, к которым подходят рампы с обеих сторон реки. Изогнутый мост, замощённый стеклянными плитками, подвешен за арку на стальных кабелях. Вся конструкция выкрашена в белый цвет, как и другие творения Калатравы.
Через мост удобно добираться от расположенных рядом отелей до музея Гуггенхайма. Мост был открыт для прохода в 1997 году.

## Критика
Мост явился символом нового Бильбао и туристической достопримечательностью. Однако непрактичность моста доставляет хлопот властям — в мокрую погоду стеклянные плитки становятся довольно скользкими. Кроме того, одна только замена разбитых плиток обходится городу в 6000 евро в год.